# 丘杏红
丘杏红（1973年—），广东梅县人，汉族，中华人民共和国政治人物、第十二届全国人民代表大会广东地区代表。
毕业于广西农业大学植物保护专业。加入中国共产党。2013年，担任全国人大代表。